# Champ-d'Oiseau
Champ-d'Oiseau é uma comuna francesa na região administrativa da Borgonha-Franco-Condado, no departamento de Côte-d'Or. Estende-se por uma área de 4,75 km². Em 2010 a comuna tinha 95 habitantes (densidade: 20 hab./km²).